# サンデーアニメ劇場
サンデーアニメ劇場（サンデーアニメげきじょう）は1990年4月8日から1994年3月13日までNHK BS2で放送されていたテレビ番組。
「衛星アニメ劇場」の姉妹番組。番組初期は日曜17時30分からの放送で1時間超の長編アニメを放送。1990年7月29日より前後2作品の放送となり、新作アニメと海外アニメの放送枠となる。

## 放送時間
- 1990年07月 - 1993年10月 日曜18:00-19:00
- 1993年10月 - 1994年03月 日曜19:30-20:30

## 長編単発 放送作品
- 1990年4月15日 坊っちゃん
- 1990年4月22日 二十四の瞳
- 1990年4月29日 孫悟空シルクロードをとぶ!!
- 1990年5月06日 ドン・キホーテ
- 1990年5月20日 アタックNo.1
- 1990年5月27日 巨人の星
- 1990年6月03日 姿三四郎
- 1990年6月10日 巨人の星
- 1990年6月17日 アタックNo.1
- 1990年6月24日 リボンの騎士
- 1990年7月01日 どんべえ物語
- 1990年7月08日 ルパン三世
- 1990年7月15日 ルパン三世
- 1990年7月22日 鉄腕アトム
- 1991年7月07日 ベティ・ブープのハリウッド・ミステリー

## 前半枠 放送作品
- カラス天狗カブト
  - 1990年07月29日 - 1991年06月30日
- おにいさまへ…
  - 1991年07月14日 - 1992年05月31日
- 妖精ディック
  - 1992年06月07日 - 1992年12月06日
- 12の贈り物
  - 1992年12月13日
- 小さなロージー
  - 1993年01月17日 - 1993年04月11日
- マイペットモンスター
  - 1993年04月25日 - 1993年07月11日
- 新ヘッケルとジャッケル
  - 1993年07月18日 - 1993年10月03日
- ふしぎの海のナディア
  - 1993年10月17日 - 1994年03月13日

## 後半枠 放送作品
- ロビンフッドの大冒険
  - 1990年07月29日 - 1991年06月30日
- ひょっこりひょうたん島 海賊の巻
  - 1991年07月14日 - 1991年11月10日
- ウルトラマンキッズ 母をたずねて3000万光年
  - 1991年11月17日 - 1992年05月24日
- ひょっこりひょうたん島 アラビアンナイトの巻
  - 1992年06月07日 - 1992年10月18日
- 80日間世界一周
  - 1992年10月25日 - 1993年03月14日
- おばけのキャスパー
  - 1993年03月21日 - 1993年06月13日
- アーサー王
  - 1993年06月20日 - 1994年03月13日

## ミニ番組
- ハロー・ツゥー・イングリッシュ
- インテルメッツオ
- 動物村ものがたり
- BSボックス